# Crepereu
Crepereu (en llatí Crepereius) era el nom d'una família de cavallers romans distingida per l'estricta disciplina dels seus membres, però a part d'això se'n sap molt poc.
Apareix un Marcus Crepereius com a jutge en el cas de Verres, i Ciceró diu que era tribunus militaris designatus, i per aquest motiu no va poder prendre part al judici després de l'1 de gener del 69 aC.
Es coneixen diverses monedes amb el nom Q. Crepereius M. F. Rocus, i per les representacions de les divinitats que hi apareixen, Venus i Neptú, hom creu que estava relacionat amb Corint, potser després de la restauració de la ciutat per Juli Cèsar, ja que aquests déus estaven relacionats amb Corint.
Un Crepereius Gallus el trobem en temps de Neró. Va morir a la nau que va ser enfonsada quan l'emperador va intentar matar la seva mare Agripina.